# Bydgoszcz villamosvonal-hálózata
Bydgoszcz villamosvonal-hálózata (lengyel nyelven: Tramwaje w Bydgoszczy) Lengyelország Bydgoszcz városában található. Összesen 10 vonalból áll, a hálózat teljes hossza 40,8 km. Jelenlegi üzemeltetője a MZK Bydgoszcz.
A vágányok 1000 mm-es nyomtávolságúak, az áramellátás felsővezetékről történik, a feszültség 600 V egyenáram. 
A forgalom 1888. május 18. indult el.